# تامی بروس
تامی بروس (به انگلیسی: Tami Bruce) (زادهٔ ۶ مارس ۱۹۶۷) شناگر اهل ایالات متحده آمریکا است.